# Белый мотылёк
«Белый мотылёк» (англ. The White Moth) — немая чёрно-белая мелодрама 1924 года по мотивам рассказа Изолы Форрестер.

## Сюжет
Танцор Гонсало Монтрес спасает девушку, которая пытается утопиться в Сене. Вскоре она становится прославленной танцовщицей и выступает под псевдонимом Белый мотылёк. Когда богатый молодой человек Дуглас Вантин становится жертвой её очарования и едва не бросает свою невесту Эдну, в дело вмешивается его старший брат Роберт. Чтобы спасти брата, он сам начинает ухаживать за Мотыльком.
Покорив девушку, он увозит её в Америку и берёт в жены, а после свадьбы раскрывает истинные мотивы своего поступка и безжалостно бросает, не обращая внимания на клятвенные заверения Мотылька в том, что она по-настоящему полюбила его. К тому моменту, когда Роберт, одумавшись, возвращается к супруге, за Мотыльком начал увиваться её спаситель Гонсало, однако вскоре его убивает ревнивая подружка, хористка Нинон. В итоге Роберт и Мотылёк открывают друг другу свои сердца и мирятся.

## В ролях
- Барбара ла Марр — Белый мотылёк
- Конуэй Тирл — Роберт Вантин
- Шарль де Рош — Гонсало Монтрес
- Бен Лайон — Дуглас Вантин
- Эдна Мёрфи — Гвен
- Джози Седжвик — Нинон